# Château de Laupa
Le château de Laupa (en estonien : Laupa mõis, en allemand Schloß Laupa) est un château situé dans le village de Laupa appartenant à la commune de Türi (ancienne Turgel) dans la région de Järva en Estonie.

## Histoire

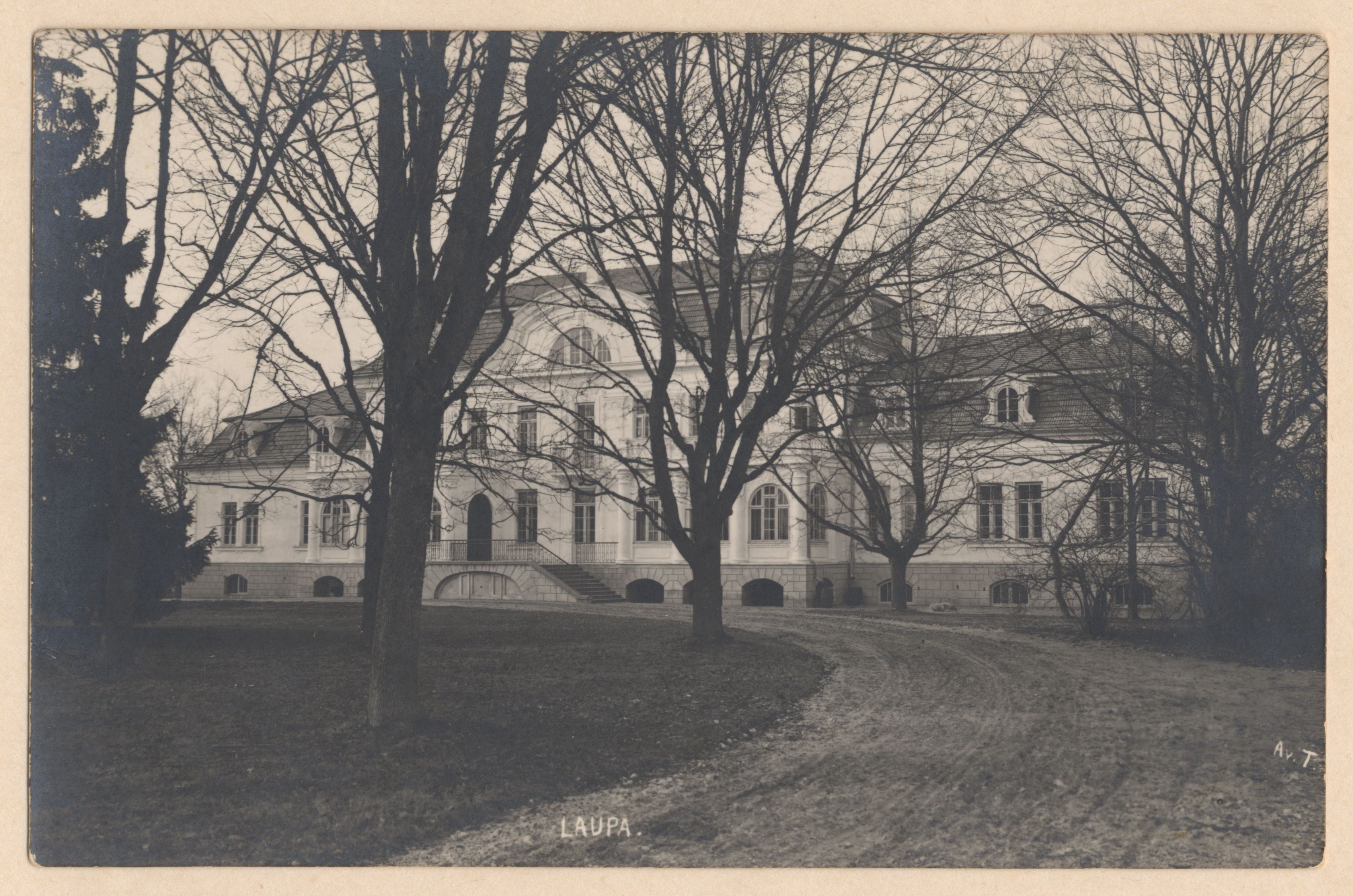
Vue du château de Laupa en 1914

Le domaine de Laupa appartient au début du XVIIe siècle au seigneur Claus Trällot, puis à la couronne de Suède sous le règne de Gustave II. Il passe ensuite à la famille von Fersen avec le baron Reinhold von Fersen et reste dans la famille jusqu'en 1849, lorsqu'il devient domaine de la famille von Taube. Un incendie détruit le château en décembre 1905 qui est reconstruit en 1913 sous l'aspect d'un vaste château néobaroque, par l'architecte Jacques Rosenbaum pour son propriétaire, le baron Otto von Taube, avec un grand toit à la Mansart, des terrasses et des décors de stuc.
La famille von Taube est expulsée au moment des lois foncières de la nouvelle Estonie expropriant les anciens propriétaires de la noblesse en 1919. Bien conservé pendant l'époque soviétique, c'est aujourd'hui un bâtiment du patrimoine culturel (depuis 1998) appartenant à l'État qui se visite.

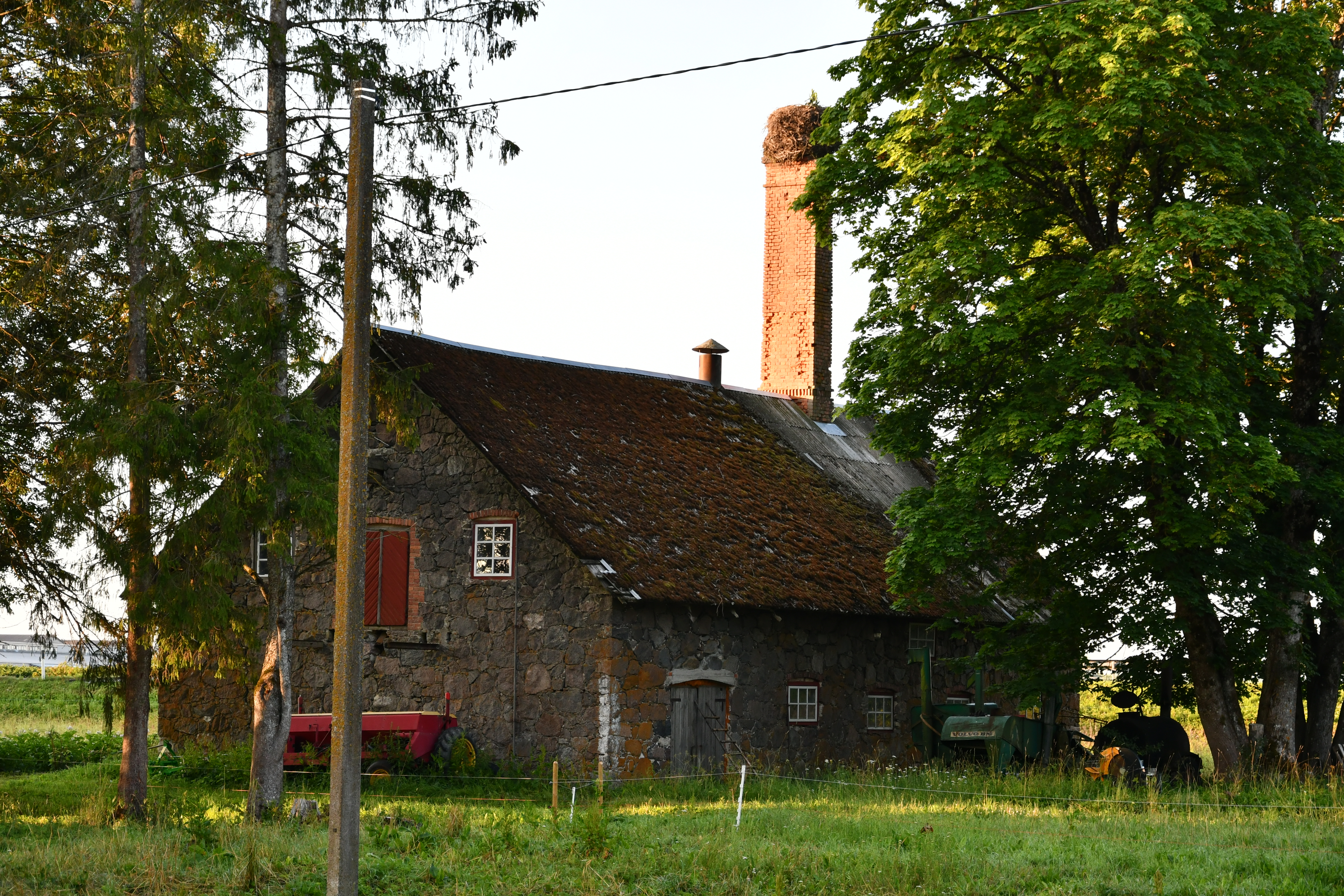
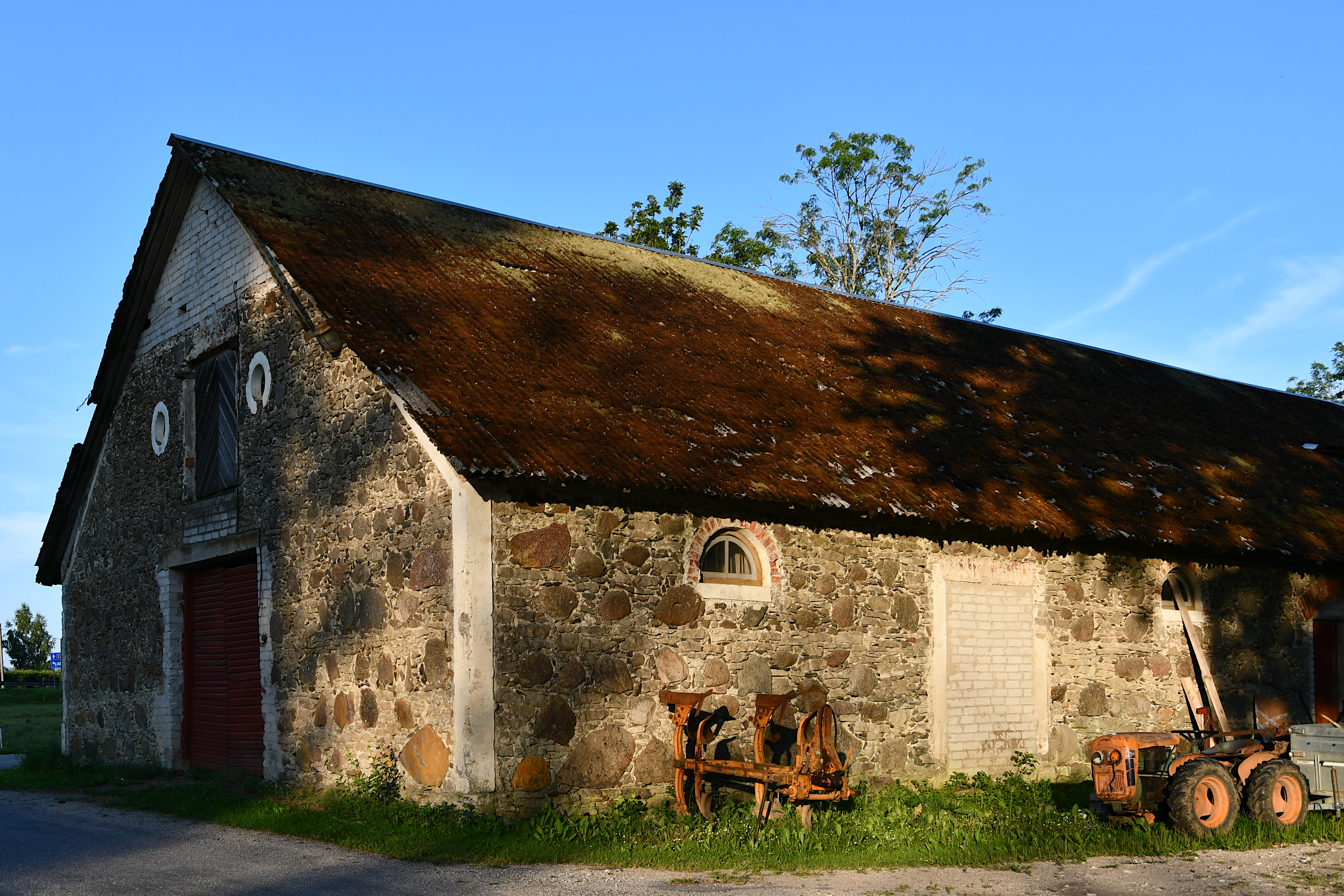
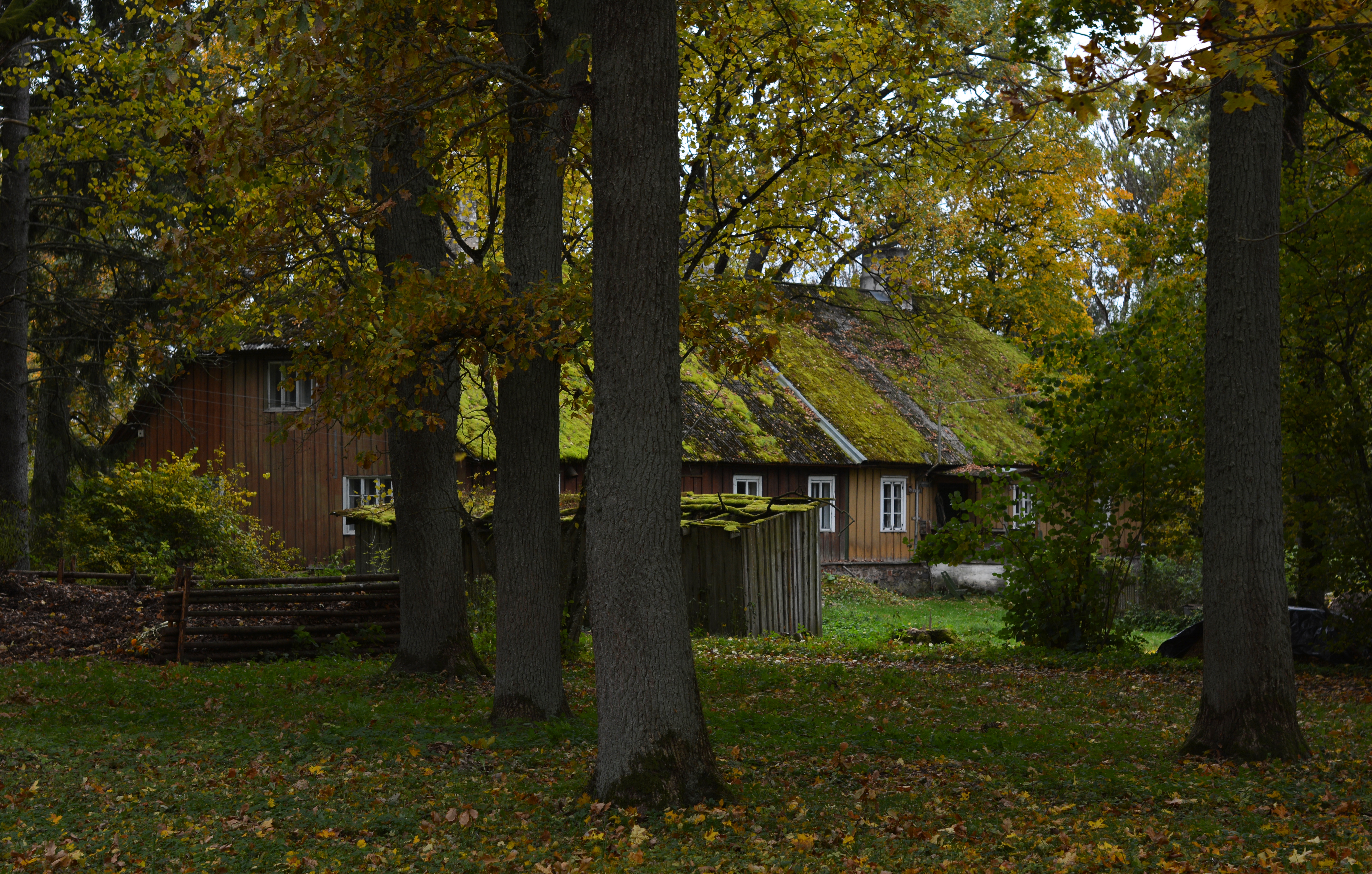
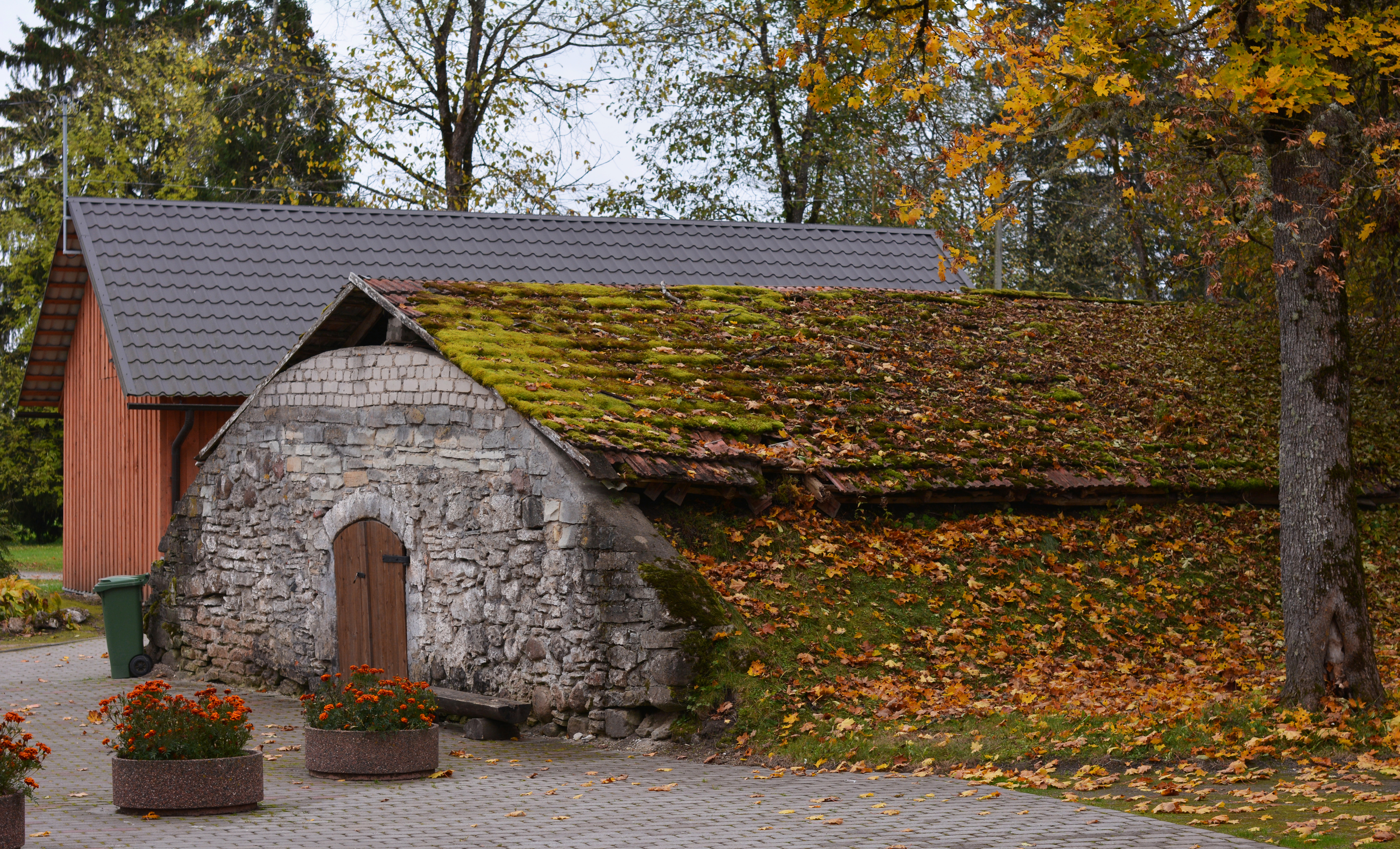
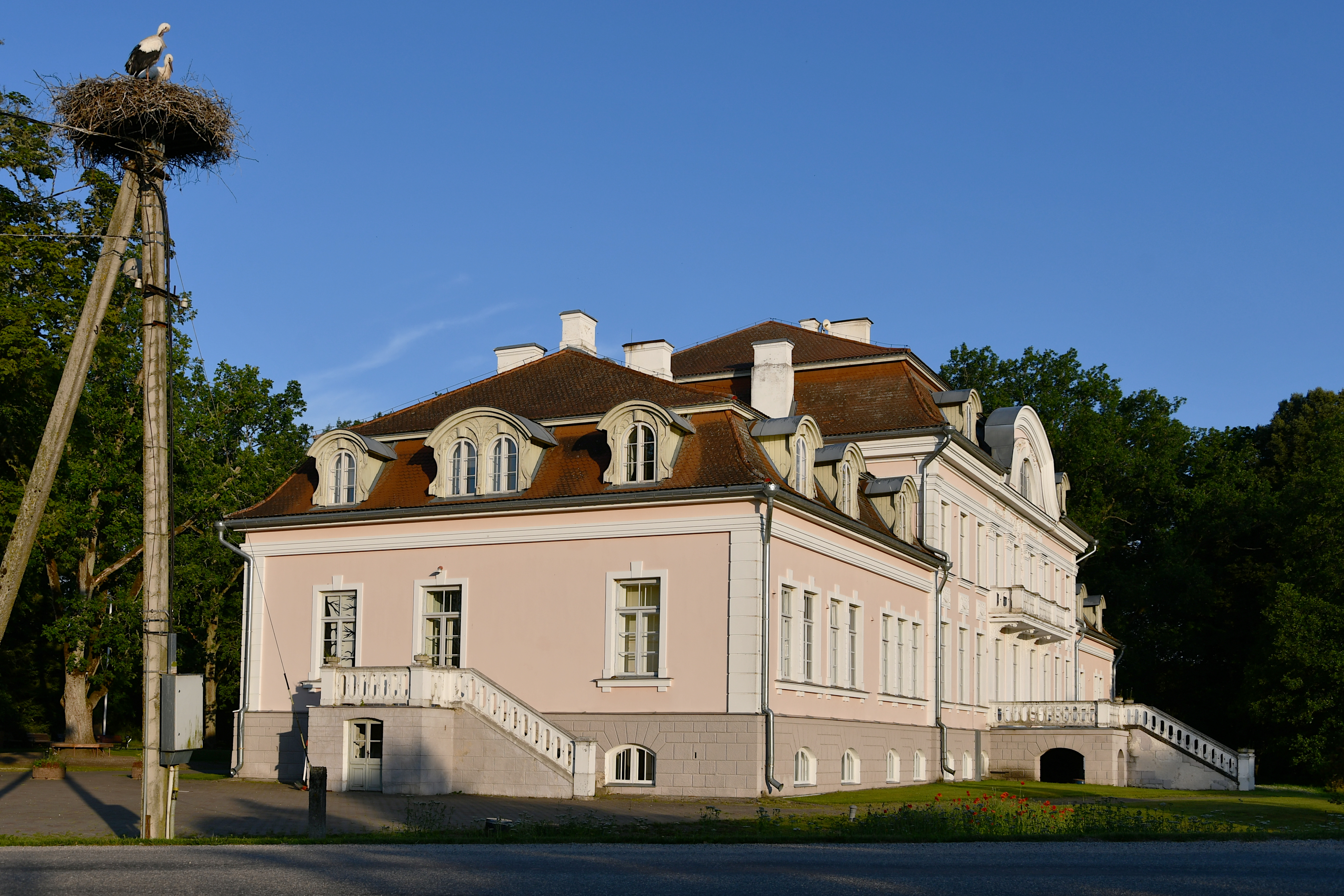
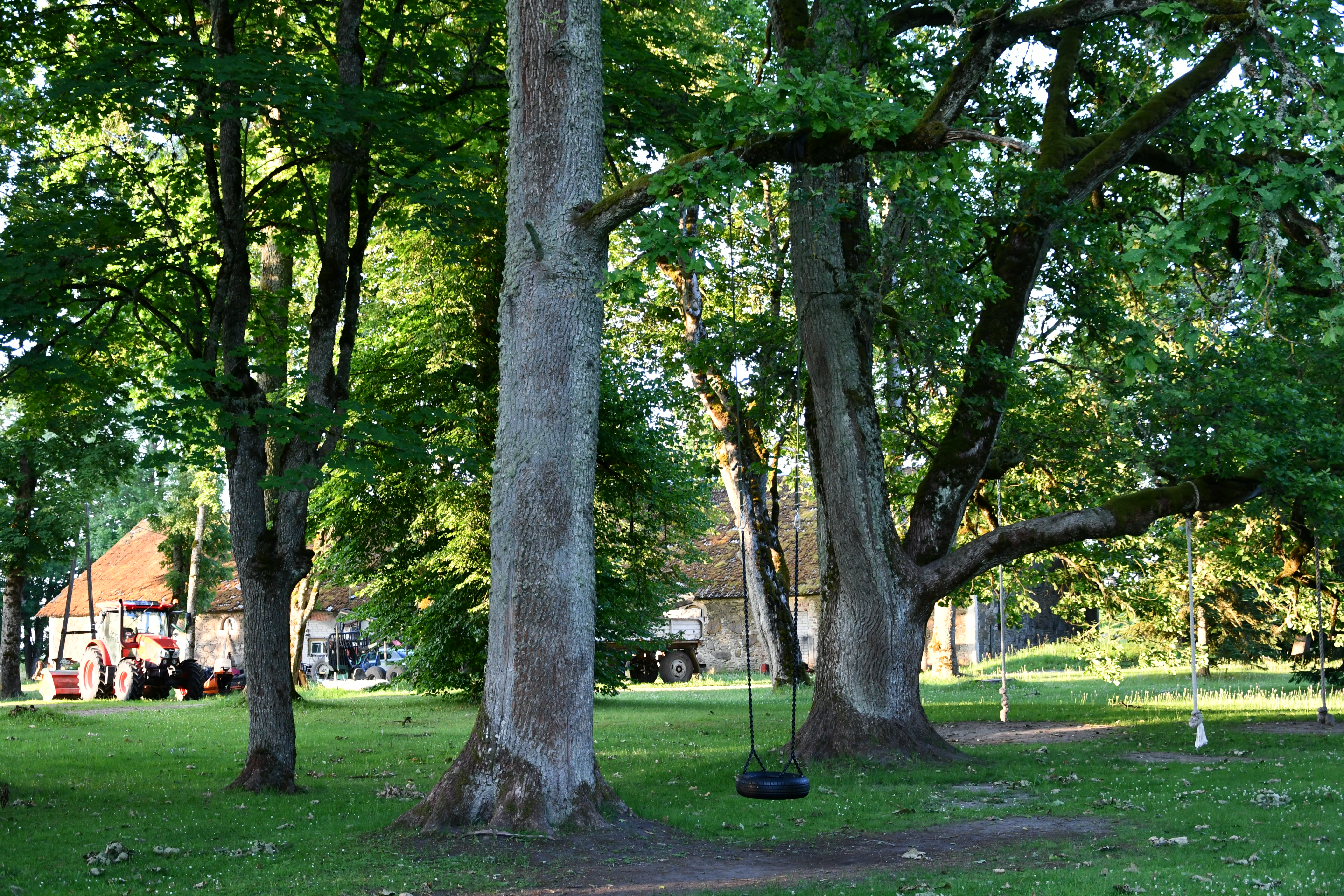